# The Roaring Silence
Albums de Manfred Mann's Earth Band
Nightingales and Bombers
(1975) Watch
(1977)
Singles
1. Blinded By the Light
Sortie : 6 août 1976
2. Questions
Sortie : 26 novembre 1976

The Roaring Silence est le septième album du groupe de rock progressif britannique Manfred Mann's Earth Band. Il est sorti le 27 août 1976 sur le label Bronze Records et fut produit par le groupe.

## Historique
Après le départ Mike Rodgers, deux nouveaux membres arrivent, Chris Thompson au chant et à la guitare rythmique et Dave Flett à la guitare solo. Le groupe ainsi formé, enregistre et mixe cet album aux studios The Workhouse à Londres.
Comme souvent dans la discographie du groupe dans cette période, cet album mélange des compositions originales du groupe et des reprises. Le titre Blinded by the Light de Bruce Springsteen est popularisé par la reprise jouée dans cet album. Il se classa à la première place du Billboard Hot 100 aux États-Unis et fut certifié disque d'or le premier mars 1977.
La chanson Questions est construite sur le thème principal de l'Impromptu n° 3 en sol bémol majeur (D.899 op.90) de Franz Schubert.
Le titre Starbird s'appuie quant à lui sur le thème final du ballet L'Oiseau de feu d'Igor Stravinsky.
Cet album se classa à la 10e place place des charts britanniques et américains. Il fut certifié disque d'argent (60 000 ex. vendus) au Royaume-Uni et disque d'or (500 000 ex. vendus) aux États-Unis.

## Liste des titres

### Face 1
| No | Titre                           | Auteur            | Durée |
| -- | ------------------------------- | ----------------- | ----- |
| 1. | Blinded By the Light            | Bruce Springsteen | 7:08  |
| 2. | Singing the Dolphin Trough      | Mike Heron        | 8:19  |
| 3. | Waiter There's a yawn in My Ear | Manfred Mann      | 5:39  |

### Face 2
| No | Titre                 | Auteur                              | Durée |
| -- | --------------------- | ----------------------------------- | ----- |
| 4. | The Road to Babylon   | Mann, Colin Pattenden, Peter Thomas | 6:53  |
| 5. | This Side of paradise | Mann, Pattenden, Thomas             | 4:47  |
| 6. | Starbird              | Mann, Chris Slade                   | 3:09  |
| 7. | Questions             | Mann, Slade                         | 4:00  |

### Titres bonus de la réédition 1998
| No | Titre                              | Auteur      | Durée |
| -- | ---------------------------------- | ----------- | ----- |
| 8. | Spirits In the Night (single edit) | Springsteen | 3:16  |
| 9. | Blinded By the Light (single edit) | Springsteen | 3:49  |

## Musiciens
.Manfred Mann's Earth Band
- Manfred Mann : claviers, synthétiseur, chœurs, chant sur le final de Blinded By the Light
- Dave Flett : guitare solo
- Chris Hamlet Thompson : guitare, chant
- Colin Pattenden : basse
- Chris Slade : batterie, percussions, chœurs

Musiciens additionnels
- Doreen Chanter: chœurs
- Irene Chanter: chœurs
- Susanne Lynch: chœurs
- Mick Rogers: chœurs
- Barbara Thompson: saxophone

## Charts et certifications

### Album
| Pays             | Durée du classement | Meilleur classement |
| ---------------- | ------------------- | ------------------- |
| Allemagne        | 6 semaines          | 26e                 |
| Autriche         | 4 semaines          | 10e                 |
| Canada           | 29 semaines         | 6e                  |
| États-Unis       | 37 semaines         | 10e                 |
| Norvège          | 10 semaines         | 6e                  |
| Nouvelle-Zélande | 2 semaines          | 34e                 |
| Pays-Bas         | 8 semaines          | 11e                 |
| Royaume-Uni      | 9 semaines          | 10e                 |
| Suède            | 5 semaines          | 17e                 |
| Suisse           | 6 semaines          | 6e                  |

| Pays        | Certification | Ventes    | Date       |
| ----------- | ------------- | --------- | ---------- |
| États-Unis  | Or            | 500 000 + | 05/04/1977 |
| Royaume-Uni | Argent        | 60 000 +  | 09/02/1977 |

### Singles
Charts
| Année | Single                 | Chart              | Durée du classement | Position |
| ----- | ---------------------- | ------------------ | ------------------- | -------- |
| 1976  | "Blinded by the Light" | UK Singles Chart   | 10 semaines         | 6e       |
| 1976  | "Blinded by the Light" | Single Top 100     | 5 semaines          | 42e      |
| 1976  | "Blinded by the Light" | (W) Ultratop       | 2 semaines          | 44e      |
| 1976  | "Blinded by the Light" | Mega Top 50        | 3 semaines          | 19e      |
| 1977  | "Blinded by the Light" | Hot 100            | 20 semaines         | 1er      |
| 1977  | "Blinded by the Light" | RMNZ Singles Top40 | 6 semaines          | 8e       |

Certification
| Pays       | Single                 | Certification | Ventes    | Date       |
| ---------- | ---------------------- | ------------- | --------- | ---------- |
| États-Unis | "Blinded by the Light" | Or            | 500 000 + | 01/03/1977 |